# ریچی دو لت
ریچی ریا آلفونس دو لت (هلندی: Ritchie Ria Alfons De Laet؛ زادهٔ ۲۸ نوامبر ۱۹۸۸) بازیکن فوتبال اهل بلژیک است.